# オクニョ 運命の女
『オクニョ 運命の女』（オクニョ うんめいのひと、原題：獄中花、ハングル：옥중화、漢字：獄中花）は、16世紀半ばの李氏朝鮮が舞台のMBCで放送された韓国のテレビドラマ。日本では、CSチャンネル衛星劇場にて2016年9月23日より初めて放送された。その後、邦題『オクニョ 運命の女（ひと）』として2017年4月2日より2018年4月1日までNHK BSプレミアムで放送。2018年4月8日より2019年4月28日までNHK総合で、2020年12月8日より2021年2月25日までテレビ大阪で放送。全51話。

## 概要
『宮廷女官チャングムの誓い』や『イ・サン』、『トンイ』を手がけたイ・ビョンフンが監督を務める。
李氏朝鮮時代を舞台に、監獄で生まれ育った少女オクニョが、いくつもの困難に立ち向かいながら人生と愛を取り戻す物語。

## あらすじ
時は16世紀半ばの李氏朝鮮時代。典獄署（チョノクソ。監獄）の役人チ・チョンドク（チョン・ウンピョ）は、刺客に追われたことで深手を負っていた妊婦を助けるが、彼女は女児を出産直後に亡くなってしまう。オクニョと名づけられたその女児は、チョンドクたちに見守られながら典獄署で育つ。15年後、オクニョ（チョン・ダビン）は明るく利発な少女に成長し、茶母（タモ。下働きの女性）として働きながら、囚人たちから幅広い知識や武術を学び、身に付けていた。そんななか、オクニョは母の死の原因は出産ではなく、刀傷だということを知り、母の死の真相を知りたいという思いを強くする。5年後、オクニョ（チン・セヨン）は、母の死の真相に迫るため、捕盗庁（ポドチョン）の茶母になるべく試験を受ける。すると、これまでに培った法律の知識や武術があまりにも優れていたため、体深人（チェタミン。密偵）になるように誘われる。体深人として新たな道を進むことになったオクニョだったが、次第に大きな陰謀に巻き込まれていく。

## 登場人物
- オクニョ：チン・セヨン / 少女期：チョン・ダビン

典獄署の茶母。
監獄で生まれたことからチ・チョンドクに「獄女(オグニョ)」と名付けられるところであったが、産婆と乳母を務めた女囚達から「玉女(オクニョ)」と名付けられる。
- ユン・テウォン：コ・ス / 少年期：チョン・ユンソク

元はゴロツキであったが、コン・ジェミョンの商団の一員となり頭角を現す。
ユン・ウォニョンの庶子。母親は「素素楼」の妓女であったホンメ。
- ソン・ジホン：チェ・テジュン

若干20歳で科挙に合格し、捕盗庁の従事官（チョンサガン）となった。将来有望な手駒として、チョン・ナンジョンからユン・シネの婿候補に迎えられる。
本人は知らされていなかったが、実はパク・テスの孫。男児を欲していた養父に引き取られて成長した。
- 明宗（ミョンジョン）：ソ・ハジュン（中国語版）

李氏朝鮮第13代国王。李氏朝鮮第11代国王・中宗（チュンジョン）と文定大妃の息子。本作初登場時は27歳。
お忍びで典獄署を視察に行き、オクニョと身分を隠したまま知り合いになった。
- チ・チョンドク：チョン・ウンピョ

典獄署の役人。オクニョの養父。
- チョンドン：ショリー

典獄署の囚人。オクニョの協力者。スリ。
- チョン・ウチ：イ・セチャン

典獄署の囚人。オクニョの協力者。詐欺師。
- コ・テギル：イ・ジョンヨン

オクニョの協力者。詐欺師。チョン・ウチの弟子。
- イ・ジハム：チュ・ジンモ

典獄署の囚人。オクニョの師のひとり。
- パク・テス：チョン・グァンリョル

典獄署の地下牢の囚人。地下に20年の長きに渡って監禁されているが、オクニョの師匠となり、獄中から武術、学識、薬物・毒物、医術などについて教育を施す。
- カン・ソノ：イム・ホ

表向きは捕盗庁の部将だが、実は体探人（チェタミン）の現場指揮官。茶女の採用試験を受けに来たオクニョを見かけ、体探人にスカウトする。
- チェ・チョルギ：ソ・ボムシク

体探人(チェタミン）。教官としてオクニョに剣術・体術を教えた。
- チョヒ：コ・ウンス

元・体探人(チェタミン）。体探人が解体された後にカン・ソノからオクニョの護衛に任じられた。
- カビ：ぺ・グリン

オクニョの母。東宮殿の女官だったが、刀傷を負い、典獄署の前でチョンドクに助けられる。そのまま典獄署で女児を出産し、事切れる。
- 文定（ムンジョン）大妃： キム・ミスク（中国語版）

李氏朝鮮第11代国王・中宗（チュンジョン）の3番目の正室。明宗の母で、朝鮮最大の権力者。ユン・ウォニョンの姉。
- ユン・ウォニョン（尹元衡）：チョン・ジュノ

文定大妃の弟としての血筋と莫大な財力を持ち、強大な権力をふるう。ユン・テウォンの父。チョン・ナンジョンを制御し切れず煩悶する側面も持つ。
- チョン・ナンジョン（鄭蘭貞）：パク・チュミ

ユン・ウォニョンの側室。元は「素素楼」の妓生（キーセン）だが、あらゆる手段を使って競争相手を排除してユン・ウォニョンの側室に成り上がった。のちに謀略により継室となる。金銭と権力に強い執着心を持ち、国内の商品物流を支配して莫大な富を築き、文定大妃に資金を供給している。また、女好きなユン・ウォニョンが浮気しないよう目を光らせている。
- チョン・マッケ：メン・サンフン

ユン家の使用人。チョン・ナンジョンの兄で彼女の執事役。
- ミン・ドンジュ：キム・ユンギョン

チョン・ナンジョン商団の大行首（テヘンス）。チョン・ナンジョンの秘書。チョン・マッケの妻。
- ユン・シネ：キム・スヨン（中国語版） / 少女期：ノ・ジョンウィ

ユン・ウォニョンとチョン・ナンジョンの娘。
- チョングム：イ・イプセ

ユン・ウォニョン家の下女長。
- トンチャン：ヨ・ホミン

ミン・ドンジュの手下。主に荒事を担当する。
- コン・ジェミョン：イ・ヒド

コン・ジェミョン商団の大行首。ユン・テウォンのことを気に入り、父親のように彼を庇護する。
- ファン・ギョハ：オ・ナラ

漢陽で最高の妓楼「素素楼」の女主人。ユン・ウォニョンの母ホンメやチョン・ナンジョンとも親しかった。ホンメの死後、ユン・テウォンを息子のように育てる。
- イ・ソジョン：ユン・ジュヒ（中国語版）

「素素楼」の妓生。
- トチ：キム・ヒョンボム

ユン・テウォンの親友で、ゴロツキ時代から兄弟のように育った。公私に渡ってテゥオンを助ける。
- チョン・デシク：チェ・ミンチョル

典獄署の署長。粗暴で短慮。
- ユ・ジョンフェ:パク・キルス

典獄署の役人。狭量な小悪党。
- イ・ヒョソン：イム・ジョンハ

典獄署の役人。常識人。
- キム氏夫人：ユン・ユソン

ユン・ウォニョンの正室。ユン・テウォンとは実の母子のように仲が良い。正室の座を狙うナンジョンの謀略で毒を盛られ、徐々に衰弱して命を落とす。
- 中宗（チュンジョン）：キム・ボムレ

李氏朝鮮第11代国王で明宗の父。故人。

## 日本での放送
- 衛星劇場：2016年9月23日 - 2017年3月17日（毎週金 23時00分 - 翌1時30分）朝鮮語放送（日本語字幕付き）※二話連続放送
- NHK BSプレミアム：2017年4月2日 - 2018年4月1日（毎週日 21時00分 - 22時00分）二ヶ国語放送
- NHK総合：2018年4月8日 - 2019年4月28日（毎週日 23時00分 - 翌0時00分）二ヶ国語放送
- テレビ東京：2019年9月30日 - 12月9日（毎週月〜金 8時15分 - 9時11分）二ヶ国語放送(日本語字幕付き)
- LaLa TV：2020年3月18日 - 2020年5月27日（毎週月〜金 12時00分 - 13時30分）朝鮮語放送（日本語字幕付き）
  - 同上：2020年7月25日 - 2020年10月18日（毎週土・日 21時30分 - 24時30分）※再放送、二話連続放送
- BS-TBS：2020年7月1日 - 2020年9月9日（毎週月〜金 13時00分 - 13時55分）朝鮮語放送（日本語字幕付き）
  - 同上：2021年1月29日 - 2021年4月9日（毎週月〜金 7時00分 - 7時55分）※再放送
- TVQ九州放送：2020年9月16日 - 2020年11月25日（毎週月〜金 8時00分 - 9時00分）二ヶ国語放送(日本語字幕付き)
- テレビ愛知：2020年9月18日 - 2020年11月30日（毎週月〜金 9時30分 - 10時30分）二ヶ国語放送(日本語字幕付き)
  - 同上：2022年6月7日 - 2022年8月16日（毎週月〜金 9時30分 - 10時30分）※再放送
- テレビ北海道：2020年11月5日 - 2021年1月20日（毎週月〜金 8時00分 - 8時55分）二ヶ国語放送（日本語字幕付き）
- テレビ大阪：2020年12月8日 - 2021年2月24日（毎週月〜金 11時59分 - 12時57分）二ヶ国語放送（日本語字幕付き）
- 千葉テレビ放送：2021年7月22日 - 2021年10月5日（毎週月〜金 9時30分 - 10時25分）朝鮮語放送(日本語字幕付き)
- BSテレビ東京：2021年11月29日 - 2022年2月15日（毎週月〜金 10時55分 - 12時00分）朝鮮語放送(日本語字幕付き)
  - 同上：2022年9月19日 - 2022年11月28日（毎週月〜金 10時55分 - 12時00分）※再放送
- サンテレビ：2022年2月17日 - 2022年4月28日（毎週月〜金 13時00分 - 13時56分）二ヶ国語放送（日本語字幕付き）
- チャンネル銀河：2022年5月3日 - 2022年7月12日（毎週月〜金 21時30分 - 23時00分）朝鮮語放送（日本語字幕付き）
  - 同上：2022年8月28日 - 2022年12月18日（毎週日 22時00分 - 翌26時00分）※再放送、3話連続放送
  - 同上：2023年1月25日 - （毎週月〜金 14時30分 - 16時00分）※再放送

吹替キャスト
- オクニョ： 坂本真綾
- ユン・テウォン： 浪川大輔
- 文定（ムンジョン）大妃： 野沢由香里
- ユン・ウォニョン： 大塚芳忠
- チョン・ナンジョン： 渡辺美佐
- ユン・シネ： うえだ星子
- パク・テス： 山路和弘
- ソン・ジホン： 森宮隆
- 明宗（ミョンジョン）： 日野聡
- イ・ソジョン： 花村さやか
- チ・チョンドク： 多田野曜平
- コン・ジェミョン： 佐々木睦

## 受賞

### 2016 MBC演技大賞[3]
- 優秀演技賞（特別企画）チン・セヨン - オクニョ役 / ソ・ハジュン - 明宗（ミョンジョン）役
- 黄金演技賞（特別企画）チョン・ジュノ - ユン・ウォニョン役
- 子役賞 チョン・ダビン - オクニョ（少女時代）役

### 第11回ソウルドラマアワード2016[4]
- 韓流ドラマ優秀賞

### 2016 KOREA DRAMA AWARDS[5]
- 男性新人賞 ソ・ハジュン - 明宗（ミョンジョン）役

## 関連商品
ここでは、日本版の商品を記載する。

### CD
- オクニョ 運命の女（ひと） オリジナルサウンドトラック

2018年10月17日発売。全23曲収録。発売元はポニーキャニオン。

### DVD
- オクニョ 運命の女（ひと） DVD-BOX I（1話 - 10話）（2017年10月18日発売）
- オクニョ 運命の女（ひと） DVD-BOX Ⅱ（11話 - 20話）（2017年11月15日発売）
- オクニョ 運命の女（ひと） DVD-BOX Ⅲ（21話 - 30話）（2018年1月17日発売）
- オクニョ 運命の女（ひと） DVD-BOX Ⅳ（31話 - 40話）（2018年4月18日発売）
- オクニョ 運命の女（ひと） DVD-BOX Ⅴ（41話 - 51話）（2018年7月15日発売）
- オクニョ 運命の女（ひと） レンタル版（全26巻）

DVD-BOX及びレンタル版は、日本語字幕・日本語吹替あり。発売元はポニーキャニオン。

### 書籍
- 『韓国ドラマ・ガイド オクニョ 運命の女 第1巻』 講談社 2017年3月22日発売 ISBN 978-4-06-509533-1
- 『韓国ドラマ・ガイド オクニョ 運命の女 第2巻』 講談社 2017年6月21日発売 ISBN	978-4-06-509534-8
- 『韓国ドラマ・ガイド オクニョ 運命の女 第3巻』 講談社 2017年9月20日発売 ISBN	 978-4-06-509535-5
- 『韓国ドラマ・ガイド オクニョ 運命の女 第4巻』 講談社 2017年12月18日発売 ISBN 978-4-06-509536-2
- 『オクニョ 運命の女』講談社 2017年11月24日発売 ISBN 978-4-06-220881-9